# 王倫 (北宋)
王伦（？—1043年），北宋仁宗时山东起义首领。农民出身，原为沂州（今山东临沂）戍卒。当时，山东地区连年饥荒，饥民暴动不断发生。
庆历三年（1043年）夏，王伦率众杀死沂州巡检使朱进，占领沂州。王伦一度北上攻密青两州(今山东诸城、益都)，转又乘虚南下，攻泗州（今江苏盱眙），渡过淮河，先后攻入楚州（今江苏淮安），真州（今江苏仪征）、扬州、泰州及高邮军，直达和州(治今安徽和县)。
他身穿黄衣，自置官职，义军面刺天降圣捷义军六字以表决心。七月，义军在扬州山光寺南一战失败，王伦突围至和州（今安徽和县），在采石矶被傅永吉追杀。